# Miesenbach
Miesenbach osztrák község Alsó-Ausztria Bécsújhelyvidéki járásában. 2020 januárjában 673 lakosa volt. 

## Elhelyezkedése

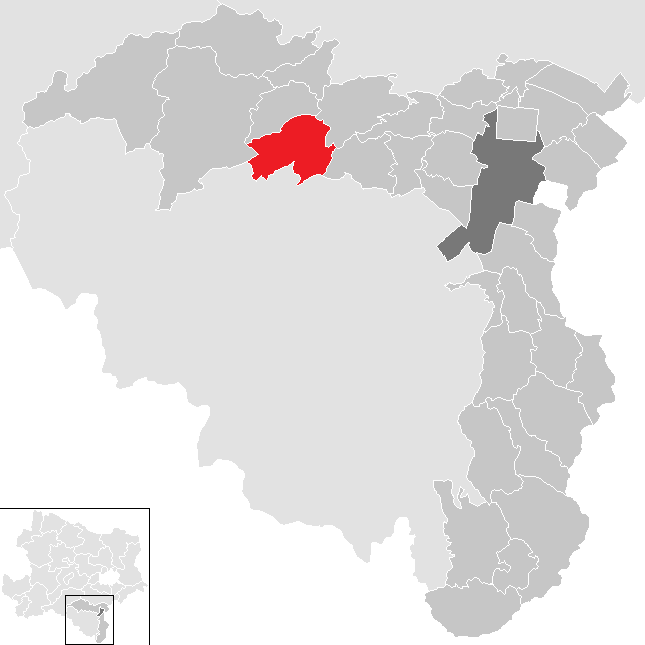
Miesenbach a Bécsújhelyvidéki járásban

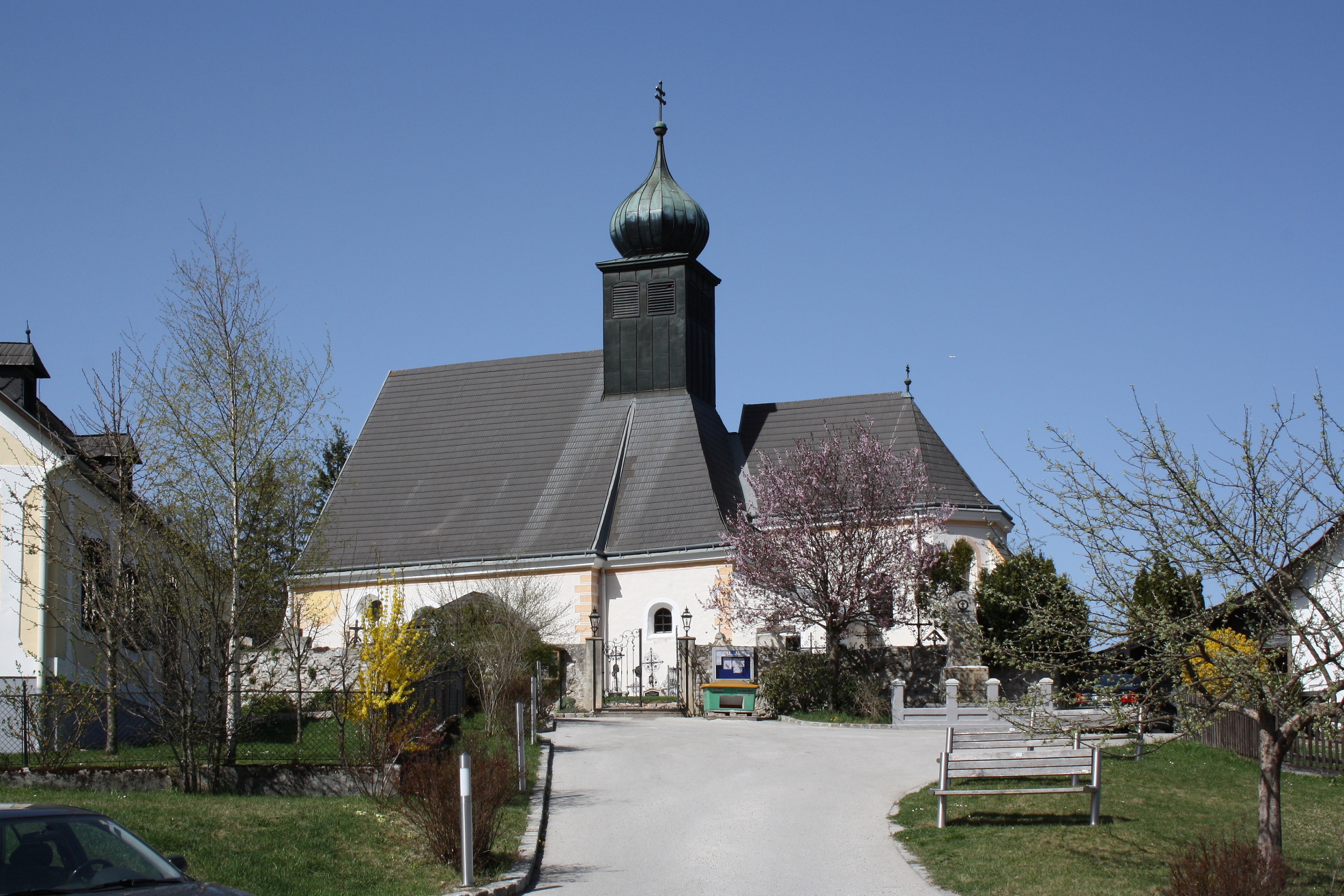
A Szt. Rupert-plébániatemplom

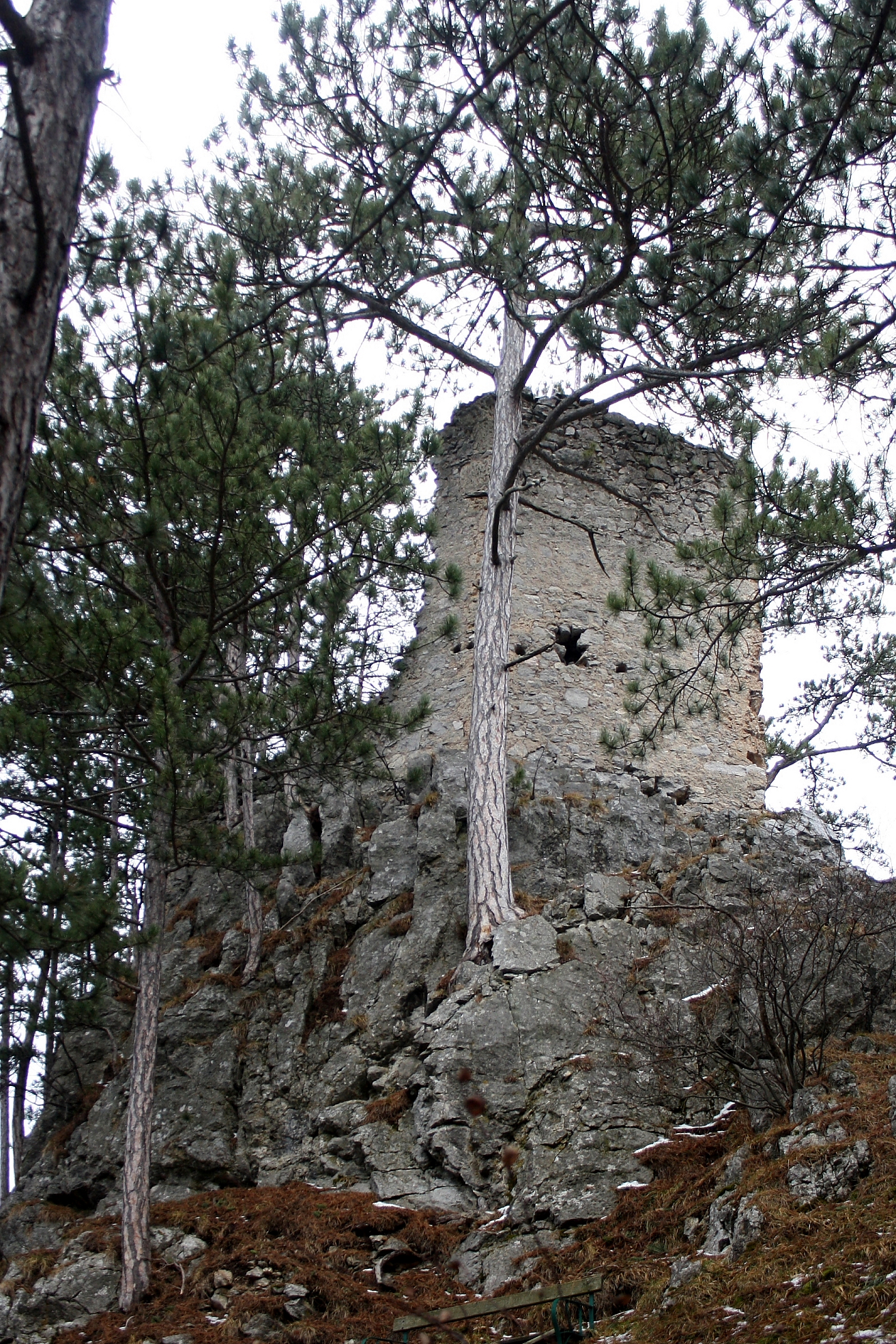
Scheuchenstein várának romjai

Miesenbach a tartomány Industrieviertel régiójában fekszik a Gutensteini-Alpokban, a Miesenbach folyó völgyében, a nyugati Dürre Wand és a keleti Hohe Wand hegységek között. Területének 74,3%-a erdő, 22,2% áll mezőgazdasági művelés alatt. Az önkormányzat 27 településrészt és lakott helyet egyesít, amelyek közül a legnagyobb Scheuchenstein, a jelentősebbek pedig An der Leithen, An der Wand, Auf der Höh, Tiefenbach, Waidmannsbach, Wegscheid, Bach, Balbersdorf, Frohnberg, Grandhäusl, Hausberg, Kaltenberg, Kreuzbach, Krottenbach, Lehen, Oberlehn, Oed, Rastberg, Tuft és Ungerberg.
A környező önkormányzatok: nyugatra Gutenstein, északra Waidmannsfeld, északkeletre Waldegg, keletre Hohe Wand, délre Grünbach am Schneeberg, délnyugatra Puchberg am Schneeberg. 

## Története
A Piesing és mellékfolyóinak völgyeit a 900-as évek környékén telepítették be a bajorországi Miesbach vidékéről. 1182-ben az itteni földek birtokosa, II Adalram átadta birtokait IV. Ottokár stájer hercegnek, aki továbbosztotta hűbéreseinek. A Miesenbach völgye a Scheuchenstein családnak jutott, akik megépítették Scheuchenstein várát. A vár 1282-ben Habsburg Rudolf kezére jutott és hosszú időre hercegi tulajdon maradt. 1464-ben a vár tulajdonjoga volt III. Frigyes császár és VI. Albert herceg közötti viszály egyik oka. A 16. században a vár elvesztette jelentőségét és a hernsteini uradalom alá került. 1632-ben Hans Balthasar von Hoyos megvásárolta Scheuchensteint és Pernitzt. 
A völgy kisebb-nagyobb településeit összefogó Miesenbach község 1850-ben alakult meg. Míg a környező településeken, mint Gutenstein vagy Puchberg, már a 19. században megindult az idegenforgalom, Miesenbachot a turisták (főleg a bécsiek) csak az 1920-as években fedezték fel. 

## Lakosság
A miesenbachi önkormányzat területén 2020 januárjában 673 fő élt. A lakosságszám 1923 óta csökkenő tendenciát mutat. 2018-ban az ittlakók 94%-a volt osztrák állampolgár; a külföldiek közül 1,6% a régi (2004 előtti), 3,8% az új EU-tagállamokból érkezett. 2001-ben a lakosok 94,6%-a római katolikusnak, 4,4% pedig felekezeten kívülinek vallotta magát. Ugyanekkor 6 magyar élt a községben; a legnagyobb nemzetiségi csoportot a német (95,8%) mellett a horvátok alkották 2,1%-kal. 
A népesség változása:

| 2016 | 704 |
| 2018 | 703 |

## Látnivalók
- a Szt. Rupert-plébániatemplom
- a Gauermann-múzeum
- Scheuchenstein várának romjai
- Frohnberg várának romjai

## Híres miesenbachiak
- Friedrich Gauermann (1807–1862) festő

## Fordítás
- Ez a szócikk részben vagy egészben  a   Miesenbach (Niederösterreich) című német Wikipédia-szócikk - Miesenbach ezen változatának fordításán alapul.  Az eredeti cikk szerkesztőit annak laptörténete sorolja fel. Ez a jelzés csupán a megfogalmazás eredetét és a szerzői jogokat jelzi, nem szolgál a cikkben szereplő információk forrásmegjelöléseként.